# Бјас (Ланд)
Бјас (фр. Bias) насеље је и општина у југозападној Француској у региону Аквитанија, у департману Ланд која припада префектури Мон де Марсан.
По подацима из 2011. године у општини је живело 746 становника, а густина насељености је износила 35,61 становника/km². Општина се простире на површини од 20,95 km². Налази се на средњој надморској висини од 40 метара (максималној 70 m, а минималној 20 m).

## Демографија
| 1962. | 1968. | 1975. | 1982. | 1990. | 1999. | 2011. |
| ----- | ----- | ----- | ----- | ----- | ----- | ----- |
| 248   | 269   | 320   | 395   | 505   | 514   | 746   |

График промене броја становника у току последњих година